# 下代雷韋奇卡
48°13′8″N 39°46′22″E / 48.21889°N 39.77278°E
下代雷韋奇卡（烏克蘭語：Нижньодеревечка）是位於烏克蘭東部的村莊，由盧甘斯克州多夫然斯克區的索羅基內市鎮負責管轄。該村始建於1951年，面積3.41平方公里，海拔高度92米，2001年人口392，人口密度每平方公里114.9人。